# ECW (WWE)
Este artigo é sobre o programa ECW da World Wrestling Entertainment. Para a promoção independente que esteve ativa entre 1992–2001, veja Extreme Championship Wrestling. Para a marca de mesmo nome, veja ECW (marca da WWE).
WWE ECW (também conhecido como ECW no Sci-Fi e mais tarde ECW no Syfy, ou simplesmente ECW) foi um programa de televisão americano de luta livre profissional que foi produzido pela WWE, baseado na promoção independente Extreme Championship Wrestling (ECW) que durou de 1992 a 2001. O nome do programa também se referia à marca ECW, na qual os funcionários da WWE eram designados para trabalhar e se apresentar, complementando as outras marcas da WWE, Raw e SmackDown.
A ECW estreou em 13 de junho de 2006, no Sci Fi nos Estados Unidos e durou até seu episódio final em 16 de fevereiro de 2010, no Syfy renomeado. Foi substituído na semana seguinte pelo WWE NXT. Cada episódio está disponível para visualização sob demanda através da WWE Network.
Ao longo da existência dos shows, ECW foi transmitido de mais de 120 arenas, mais de 80 cidades e quatro países: Estados Unidos, Canadá, Reino Unido e Itália em 2007.

## História

### Lançamento na Sci Fi
A WWE adquiriu os direitos das marcas registradas e videoteca da Extreme Championship Wrestling (ECW) em 2003 e mais tarde começou a reintroduzir a ECW através do conteúdo da biblioteca da ECW e uma série de livros, que incluiu o lançamento do documentário The Rise and Fall of ECW. A enorme popularidade das mercadorias da ECW levou a WWE a organizar o ECW One Night Stand, uma reunião da ECW em pay-per-view em 2005. O sucesso financeiro e crítico do evento motivou a WWE a organizar um segundo One Night Stand no ano seguinte. Com o interesse renovado no produto da ECW, a WWE começou a explorar a possibilidade de reviver a promoção em tempo integral. A notícia de que a WWE estava planejando trazer de volta a ECW vazou em meados de abril quando Vince McMahon decidiu reviver a ECW como uma marca em tempo integral. Relatórios de antemão afirmavam que a WWE estava preparada para trazer de volta a ECW imediatamente após a WrestleMania 22.
Em 25 de maio de 2006, a WWE anunciou o lançamento da ECW como uma marca independente, congruente com Raw e SmackDown!, com seu próprio show no Sci Fi (agora Syfy). Apesar das preocupações iniciais de que o wrestling profissional não seria aceito pela demografia de Sci Fi, a presidente da rede Bonnie Hammer afirmou que acreditava que a ECW se encaixaria no tema do canal de "esticar a imaginação". Sci Fi (agora conhecido como Syfy) é de propriedade da NBC Universal, empresa-mãe da USA Network e emissora a cabo exclusiva do Raw e Smackdown. A série semanal da ECW recebeu originalmente treze episódios como uma "série de verão" no Sci Fi. A estréia recebeu uma classificação de 2,79, tornando-se o programa de TV a cabo mais bem avaliado em seu horário. Por causa de suas boas classificações, foi concedido um período prolongado até o final de 2007. Em 23 de outubro de 2007, a rede renovou a série até 2008. Antes do lançamento do show, a WWE optou por cancelar seu webcast Velocity e substituí-lo pelo novo programa ECW.

#### Formato original (2006)
A ECW foi inicialmente produzida de forma diferente dos outros shows da WWE. Para eventos televisionados, as principais câmeras voltadas para o ringue foram colocadas em um local diferente na arena, enquanto o próprio ringue de luta livre apresentava um logotipo da ECW no tapete e capas de tensor em branco. Os artistas masculinos foram chamados de "Extremistas" em vez de "Superstars", enquanto os artistas femininos foram chamados de "Vixens" em vez de Divas. No entanto, o show começou a ser produzido de forma constante seguindo o mesmo formato dos outros shows. Ao contrário da promoção original, as regras da partida, como contagem e desqualificações, agora eram padrão. Partidas com o conjunto de regras da promoção original foram então classificadas como disputadas em "Extreme Rules" e só foram disputadas quando especificadas.
O ex-proprietário da ECW Paul Heyman serviu como "Representante da ECW" no ar (uma referência a como Heyman foi identificado no Monday Night Raw em 1997). De acordo com uma entrevista ao jornal britânico The Sun, Heyman escreveu os roteiros semanais do programa e os submeteu aos escritores para possíveis mudanças, e depois a Vince McMahon para aprovação final. Após December to Dismember, Heyman foi dispensado de suas funções dentro e fora do ar com a World Wrestling Entertainment.

#### Mudança no formato (2007–2010)
Enquanto o show começou um sucesso de audiência, ele começou a atrair críticas de fãs da ECW original desde o início. Isso ficou mais evidente pela reação negativa da multidão que os fãs "old school" deram no evento principal de Batista vs. Big Show no show de 1 de agosto de 2006 do Hammerstein Ballroom, que muitas vezes realizou eventos originais da ECW enquanto era uma empresa. Depois que Heyman saiu no final de 2006, não havia nenhuma autoridade da ECW até 14 de agosto de 2007, quando Armando Estrada foi anunciado como Gerente Geral.
Em 6 de maio de 2008, a ECW comemorou seu 100º episódio no Sci Fi. Em 3 de junho de 2008 Estrada foi substituído por Theodore Long como Gerente Geral da ECW. ECW mudou para 21:00 Leste/20:00 Central em 30 de setembro de 2008. ECW voltou para 22:00 Leste/21:00 Central em 5 de maio de 2009. Na edição de 7 de abril da ECW foi anunciado que Theodore Long estava retornando ao SmackDown para cumprir o papel de General Manager. A partir deste ponto, o Gerente Geral Interino foi nomeado como Tiffany, que assumiu o cargo de Gerente Geral em tempo integral no episódio de 30 de junho de 2009. Em 7 de julho de 2009, o Sci Fi Channel renomeou-se para "Syfy", levando a WWE a renomear o show ECW no Syfy para refletir as mudanças. Em 2009, uma "iniciativa superstar" foi estabelecida com o propósito de introduzir novos talentos na programação da WWE, principalmente aqueles do território de desenvolvimento da WWE, Florida Championship Wrestling, ao elenco da ECW.

#### Cancelamento e consequências
Em 2 de fevereiro de 2010, o presidente da WWE, Vince McMahon, anunciou que a ECW sairia do ar e seria substituída por um novo programa semanal em seu slot, no qual McMahon anunciou como "um show inovador e original". Mais tarde foi anunciado que o show iria ao ar seu episódio final em 16 de fevereiro de 2010. No episódio de 9 de fevereiro de 2010 da ECW, o nome do novo show foi anunciado como WWE NXT.

### Presença online
No lançamento da ECW, WWE.com introduziu Hardcore Hangover, um recurso de vídeo que permitia aos fãs nos Estados Unidos e Canadá transmitir ou baixar vídeos do programa semanal. Em 16 de outubro de 2007, foi substituído por um novo recurso que disponibilizou episódios completos do programa para streaming no WWE.com no dia seguinte à sua exibição. Depois de reunir uma lista de nomes de fãs e realizar uma pesquisa online, o recurso foi nomeado ECW X-Stream em 31 de outubro de 2007. Os episódios anteriores da ECW foram anteriormente visualizados no site de streaming de vídeo Hulu, que estão disponíveis na WWE Network.

## Personalidades no ar

### Figuras de autoridade
| Figuras de autoridade | Posição                        | Data de início       | Data de término         | Notas |
| --------------------- | ------------------------------ | -------------------- | ----------------------- | --- |
| Vince McMahon         | Proprietário, Presidente e CEO | 22 de maio de 2006   | 16 de fevereiro de 2010 | |
| Paul Heyman           | Representante                  | 22 de maio de 2006   | 5 de dezembro de 2006   | Renunciou após Big Show perder o Campeonato Mundial da ECW |
| Armando Estrada       | Director Geral                 | 14 de agosto de 2007 | 3 de junho de 2008      | Perdeu o cargo quando Theodore Long foi anunciado como seu sucessor |
| Theodore Long         | Director Geral                 | 3 de junho de 2008   | 7 de abril de 2009      | Nomeado como Gerente Geral pelo Conselho de Administração da WWE. Tiffany atuou como "Gerente Geral Assistente" de 3 de junho de 2008 a 7 de abril de 2009                                                                         |
| Tiffany               | Director Geral                 | 14 de abril de 2009  | 16 de fevereiro de 2010 | Serviu como "Gerente Geral Interino" de 14 de abril de 2009 a 23 de junho de 2009, depois que Long retornou ao SmackDown para se tornar Gerente Geral novamente. Optou por assumir totalmente a posição na ECW até o final do show |

### Comentaristas
| Comentaristas                              | Data de início         | Data de término         |
| ------------------------------------------ | ---------------------- | ----------------------- |
| Joey Styles, Tazz, Jim Ross e Jerry Lawler | 7 de junho de 2006     | 7 de junho de 2006      |
| Joey Styles e Elijah Burke                 | 14 de novembro de 2006 | 14 de novembro de 2006  |
| Joey Styles e Tazz                         | 13 de junho de 2006    | 8 de abril de 2008      |
| Mike Adamle e Tazz                         | 15 de abril de 2008    | 22 de julho de 2008     |
| Todd Grisham e Tazz                        | 29 de julho de 2008    | 29 de julho de 2008     |
| Todd Grisham e Matt Striker                | 5 de agosto de 2008    | 16 de setembro de 2008  |
| Todd Grisham e Matt Striker                | 30 de setembro de 2008 | 31 de março de 2009     |
| Jim Ross e Matt Striker                    | 23 de setembro de 2008 | 23 de setembro de 2008  |
| Josh Mathews e Matt Striker                | 7 de abril de 2009     | 20 de outubro de 2009   |
| Josh Mathews e Byron Saxton                | 27 de outubro de 2009  | 16 de fevereiro de 2010 |

### Anunciadores de ringue
| Anunciadores de ringue | Data de início         | Data de término         |
| ---------------------- | ---------------------- | ----------------------- |
| Lilian Garcia          | 7 de junho de 2006     | 7 de junho de 2006      |
| Justin Roberts         | 13 de junho de 2006    | 4 de setembro de 2007   |
| Justin Roberts         | 29 de setembro de 2009 |                         |
| Tony Chimel            | 11 de setembro de 2007 | 22 de setembro de 2009  |
| Tony Chimel            | 24 de novembro de 2009 | 8 de dezembro de 2009   |
| Lauren Mayhew          | 6 de outubro de 2009   | 17 de novembro de 2009  |
| Savannah               | 15 de dezembro de 2009 | 16 de fevereiro de 2010 |

### Segmentos recorrentes
| Segmentos                   | Anfitriões                        | Ano(s)    | Notas |
| --------------------------- | --------------------------------- | --------- | --- |
| Kelly's Exposé              | Kelly Kelly                       | 2006      | Striptease segmento Descontinuado e substituído por Extreme Exposé                                                                           |
| Striker's Classroom         | Matt Striker                      | 2006–2007 | Segmento "educacional" no ringue |
| Extreme Exposé              | Kelly Kelly, Layla e Brooke Adams | 2007      | Segmento de dança no ringue. Descontinuado após a liberação de Brooke da WWE                                                                 |
| 15 Minutes of Fame          | John Morrison                     | 2007      | Desafio de quinze minutos para uma futura luta pelo Campeonato da ECW contra Morrison. Descontinuado após a derrota de Morrison para CM Punk |
| The Dirt Sheet              | John Morrison e The Miz           | 2008–2009 | Segmento de entrevista no ringue. Descontinuado depois que The Miz e Morrison foram draftados para Raw e SmackDown respectivamente           |
| The Peep Show               | Christian                         | 2009–2010 | Segmento de entrevista no ringue. Descontinuado quando a marca fechou                                                                        |
| The Abraham Washington Show | Abraham Washington                | 2009–2010 | Segmento de entrevista no palco. Descontinuado quando a marca fechou                                                                         |

## Emissoras internacionais
Além de ser transmitido em Syfy, Mun2 e Universal HD nos Estados Unidos, ECW foi transmitido em vários canais em muitos países diferentes.
| Country                                       | Network           | Ref                  |
| --------------------------------------------- | ----------------- | -------------------- |
| Argélia e Oriente Médio                       | Showtime          | [ 24 ]               |
| Argentina, Brasil, Chile, Costa Rica e México | FX Latin America  | [ 25 ] [ 26 ] [ 27 ] |
| Austrália                                     | Fox8              | [ 28 ]               |
| Bangladesh, Índia, Paquistão e Nepal          | TEN Sports        | [ 29 ] [ 30 ] [ 31 ] |
| Camboja                                       | MyTV              | [ 32 ]               |
| Canadá                                        | Global TV         | [ 33 ]               |
| Finland                                       | MTV3 Max          |                      |
| França                                        | Action            | [ 34 ]               |
| Alemanha                                      | Sky Deutschland   | [ 35 ]               |
| Itália                                        | Sky Italia        | [ 36 ]               |
| Malásia                                       | Astro Super Sport | [ 37 ]               |
| Nova Zelândia                                 | The Box           | [ 38 ]               |
| Filipinas                                     | Jack TV           | [ 39 ]               |
| Portugal                                      | SportTV 3         | [ 40 ]               |
| Cingapura                                     | SuperSports       |                      |
| África do Sul                                 | e.tv              | [ 41 ]               |
| Taiwan                                        | Videoland Max-TV  | [ 42 ]               |
| Reino Unido e Irlanda                         | Sky Sports 3      | [ 43 ] [ 44 ]        |

## Arena Video Game
- WWE SmackDown vs. Raw 2008 Primeira aparição na Arena no videogame da WWE
- WWE SmackDown vs. Raw 2009
- WWE SmackDown vs. Raw 2010
- WWE SmackDown vs. Raw 2011 (Último videogame a ser lançado enquanto Arena ECW)